# Colpotrochia cerbera
Colpotrochia cerbera är en stekelart som först beskrevs av Herman Dewitz 1881.  Colpotrochia cerbera ingår i släktet Colpotrochia och familjen brokparasitsteklar. Inga underarter finns listade i Catalogue of Life.